# Норвешка шумска мачка
Норвешка шумска мачка, или скогкат (Skogkatt), је домаћа мачка која води порекло из северне Европе, која је прилагођена веома хладним климатским условима. Има средњедуго непромочиво крзно, крупно и јако тело и велике бадемасте очи.

## Настанак расе
Порекло ове расе није познато, сматра се да није припитомљена дивља мачка, јер их у Скандинавији нема. Према легенди чак ни врховни бог Тор није мога подићи ову мачку колико је била крупна. Према другој две скогкат мачке су вукле кочије богиње плодности и љубави Фрее.
Крајем 19. века хиљаде ових мачака живело је у шумама Норвешке, у којој је ова раса од 1965. године под заштитом државе, јер је убијана због квалитетног крзна. У Норвешкој их има око 1.200.

## Карактеристике
Тело ове мачке је изузетно велико и издужено. Има јаке кости и мишиће, задње ноге су дуже од предњих, а реп је по правилу исте дужине као и тело. Глава је издужена, њушка четвртаста, а вилица снажна. Очи су велике и бадемасте, уши средње велике и смештене са стране главе.
Уз рагдол ово је највећа раса мачака, женке достижу тежину од 7 до 10 kg, а мужјаци од 12 до 15 kg.

## Понашање
Слично Мејн Кун мачкама и Норвешка шумска мачка је интелигентна, робусна и воли да се игра, добар је ловац и сматра се не сасвим припитомљеном расом. Изузетно су тихе и осетљиве на лоше понашање људи према њима. Нису пробирачи у исхрани.